# Mezimica (album)
Mezimica je drugi studijski album pevačice Merime Njegomir. Objavljen je kao LP i kaseta 18.10.1982. godine u izdanju PGP RTB. Producent albuma je Ljubo Kešelj.

## Pesme na albumu
| Br. | Naziv                        | Muzika             | Tekst                                | Aranžman           |
| --- | ---------------------------- | ------------------ | ------------------------------------ | ------------------ |
| 1.  | Mezimica                     | Ljubo Kešelj       | Braća Boljanović, Dragan Aleksandrić | Ljubo Kešelj       |
| 2.  | Moj nestašni dečače          | Dragan Aleksandrić | Radmila Todorović                    | Dragan Aleksandrić |
| 3.  | Što je lepo kad se neko voli | Ljubo Kešelj       | Mirjana Ilić                         | Ljubo Kešelj       |
| 4.  | Vesela sam devojčica         | Dragan Aleksandrić | Radmila Todorović                    | Dragan Aleksandrić |
| 5.  | Riđokosa                     | Ljubo Kešelj       | Živorad Miljković                    | Ljubo Kešelj       |
| 6.  | Priča ostavljene žene        | Ljubo Kešelj       | Mirjana Bukovčić                     | Ljubo Kešelj       |
| 7.  | Srećno, mili moji            | Dragan Aleksandrić | Radmila Todorović                    | Dragan Aleksandrić |
| 8.  | Ruka ruku steže              | Ljubo Kešelj       | Zorica Đuđić                         | Ljubo Kešelj       |

## Spoljašnje veze
- Mezimica na discogs.com